# Felix Valera
Felix Valera (* 19. Januar 1988 in Santo Domingo, Dominikanische Republik als Felix Manuel Valera Alvarez) ist ein dominikanischer Boxer im Halbschwergewicht und aktueller ungeschlagener WBA-Interimsweltmeister.

## Amateurkarriere
Bei den Amateuren trat Valera im Mittelgewicht an und errang unter anderem im Jahre 2010  in der puerto-ricanischen Hafenstadt Mayagüez bei den Zentralamerika- und Karibikspielen die Silbermedaille. Dort bezwang er im Viertelfinale Dario Alfaro und im Halbfinale Jose Bernal jeweils einstimmig nach Punkten und musste im Finale gegen den Heimboxer Enrique Collazo eine deutliche Punktniederlage hinnehmen.

## Profikarriere
Ende September 2012 gab Valera in der dominikanischen Stadt La Romana gegen seinen Landsmann Jose Morla mit einem klassischen K.-o.-Sieg in der 1. Runde erfolgreich sein Profidebüt.
Im Oktober des Jahres 2014 siegte Valera im Kampf um den vakanten dominikanischen Meistertitel gegen Eduardo Mercedes durch dessen Aufgabe bereits nach der 1. Runde. Zwei Monate später schlug er Emiliano Cayetano in einem auf 11 Runden angesetzten Fight in Runde 4 schwer k.o. und verteidigte dadurch seinen Titel. Zudem eroberte er durch diesen Sieg den vakanten WBA-Fedelatin-Titel.
In seinem 13. Kampf ging es um die Interimsweltmeisterschaft des Verbandes WBA. Dieser war für Valera gleichzeitig der erste, der auf 12 Runden angesetzt war. Sein Gegner war der ehemalige WBC Youth Champion, der Ukrainer Stanislav Kashtanov. Valera entschied dieses Gefecht durch geteilte Punktrichterentscheidung für sich (116:112, 111:117, 115:113). Diese Auseinandersetzung war die erste, die er nach Punkten für sich entscheiden konnte. Seine ersten 12 Kämpfe gewann der für einen Halbschwergewichtler sehr schlagstarke Dominikaner alle vorzeitig.